# Isla de Pórtland
La isla de Pórtland (en inglés: Isle of Portland), de 6 km de largo por 2,4 km de ancho, se encuentra en el canal de la Mancha, aunque no es parte de las llamadas islas del Canal. Compuesta principalmente de caliza, está ubicada 8 km al sur de la localidad turística de Weymouth, constituyendo el punto más meridional del condado de Dorset (Inglaterra). La isla se conecta a Gran Bretaña a través de Chesil Beach, comunicándose por medio de un puente en la ruta A354 con Weymouth, junto con la cual forma el borough de Weymouth y Pórtland. Su población es de casi 13 000 habitantes.
Pórtland se halla cerca del centro de la Costa Jurásica, declarada Patrimonio de la Humanidad y situada sobre las costas de Dorset y del este de Devon, importante por su geología y accidentes geográficos. El nombre de la isla fue adoptado por una de las Áreas Marinas Británicas para el pronóstico meteorológico y por varias localidades norteamericanas y australianas. La piedra de Pórtland, utilizada en diversas construcciones británicas, como la catedral de San Pablo y el palacio de Buckingham, es extraída aún en la actualidad.
El puerto, enclavado en la costa norte de la isla, fue una base importante de la Marina Real británica durante la Primera y la Segunda Guerra Mundial; la Marina Real y la Organización del Tratado del Atlántico Norte entrenaron en sus aguas hasta la década de 1990. El puerto constituye una popular zona de recreo en la actualidad y es allí donde se halla la Academia Nacional de Navegación de Weymouth y Pórtland, a cargo de los eventos pertinentes a dicha disciplina en los Juegos Olímpicos de Londres 2012.

## Historia

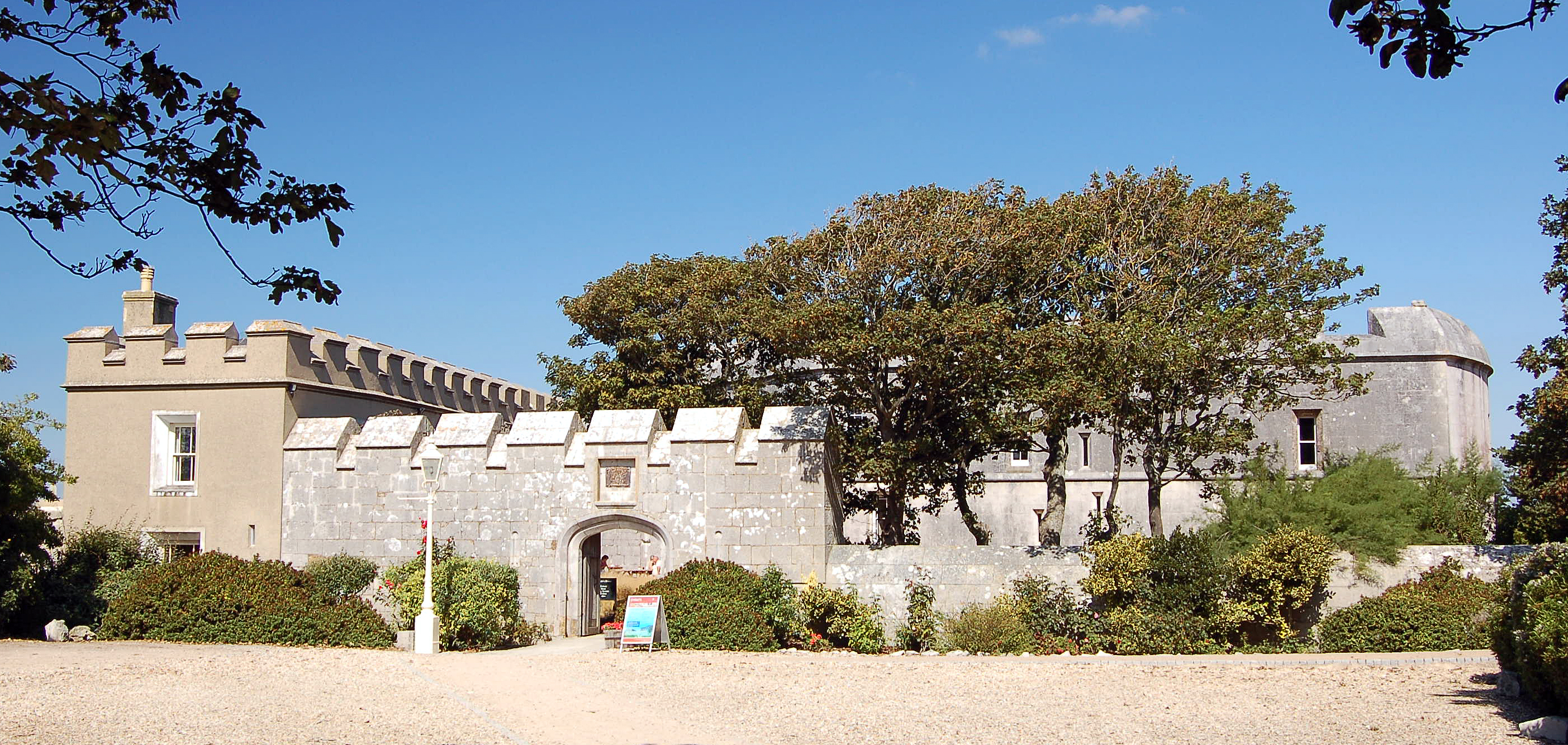
El castillo de Pórtland fue construido en el para defender la isla.

Pórtland ha estado habitada desde al menos el Mesolítico (el período medio de la Edad de Piedra): existe evidencia arqueológica de habitantes de esa época cerca de Portland Bill y de que ha estado poblada desde entonces. Los romanos tomaron posesión de la isla y, según se dice, la llamaron Vindelis. En 1539, el rey Enrique VIII ordenó la construcción del castillo de Pórtland para defenderla de los ataques franceses; la edificación del mismo costó 4964 libras esterlinas. Es uno de los castillos mejor preservados de este período, y está abierto al público bajo la administración del English Heritage.
Sir Christopher Wren, destacado arquitecto y Miembro del Parlamento por Weymouth, utilizó seis millones de toneladas de piedra de Pórtland para reconstruir partes destruidas de Londres después del Gran Incendio de 1666. La roca aparece en varios edificios conocidos de la ciudad, tales como la catedral de San Pablo y el frente oriental del palacio de Buckingham. Después de la Primera Guerra Mundial, la Corona abrió una cantera con el fin de proveer de piedra caliza para el Cenotafio de Whitehall y para medio millón de lápidas en cementerios de guerra, y después de la Segunda Guerra Mundial, cientos de miles de lápidas fueron talladas en esta piedra para los soldados caídos en el Frente Occidental. El cemento de Pórtland, por otro lado, no es manufacturado en la isla, sino que debe su nombre al hecho de que su coloración es similar a la de la piedra de Pórtland.
Ha habido vías férreas en Pórtland desde comienzos del siglo XIX. Abierto en 1826, el Merchant’s Railway fue el primero en la isla y unía las canteras al norte de Tophill con los muelles de Castletown, en donde la piedra era embarcada para su posterior distribución por todo el país. El Weymouth and Portland Railway fue inaugurado en 1865 e iba desde una estación en Melcombe Regis hasta la estación Victoria Square en Chiswell, atravesando Fleet y circulando bajo el nivel del mar detrás de Chesil Beach. La línea continuaba bajo el nombre de Easton and Church Hope Railway, a través de Castletown y ascendiendo los acantilados de East Weares para luego doblar al norte hacia una estación en Easton. La línea cerró al público en marzo de 1965.
Las inundaciones costeras han afectado a los residentes y el transporte de la isla desde hace siglos. La única ruta de escape, Chesil Beach, se halla bajo el nivel del mar, al igual que Chiswell. En otoño e invierno, Chesil Beach experimenta fuertes tormentas y grandes olas. Después de dos severas inundaciones en la década de 1970, el Consejo del borough de Weymouth y Pórtland y Wessex Water decidieron investigar la estructura de las playas y posibles proyectos de defensa costera con el fin de proteger Chiswell y la ruta. El proyecto que fue finalmente escogido en la década de 1980, redujo la profundidad y la duración de las inundaciones.

### Puerto de Pórtland
El puerto de Pórtland es uno de los más profundos (desde 12 m hasta 20 m de profundidad) y grandes (8,6 km²) construidos por el hombre. El primer rompeolas lo mandó construir el príncipe Alberto en 1849 y el último Alberto Eduardo, príncipe de Gales, en 1872. Fueron erigidos por civiles principalmente, pero la piedra era extraída por convictos. Veintidós hombres murieron durante la construcción, y para el momento en que los rompeolas estuvieron terminados, contenían 5 731 376 toneladas de roca, habiendo costado 1 167 852 £. El puerto y la bahía de Weymouth presentan una peculiar característica: una marea con dos bajadas, fenómeno causado por el tiempo que tarda el agua en pasar Portland Bill.

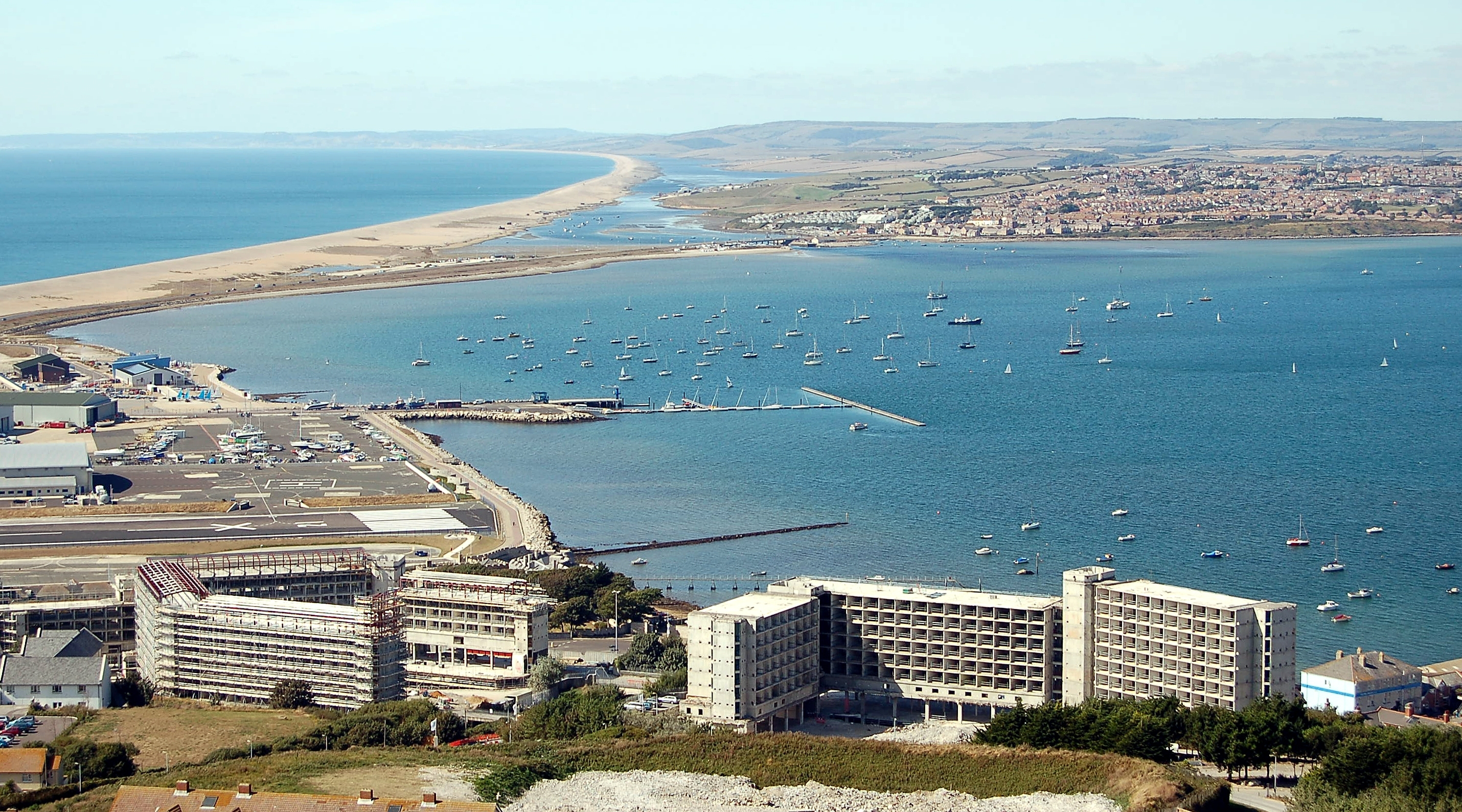
El puerto de Pórtland fue una base de la Marina Real británica. En la imagen, se aprecian los antiguos cuarteles en primer plano.

La Marina Real tuvo bases en el puerto de Pórtland desde 1919 y la primera de ellas fue llamada HMS Serepta. Durante la Segunda Guerra Mundial, Pórtland fue un importante blanco de bombardeos debido a que los barcos de la Marina estaban amarrados en su puerto. Para protegerlo de los torpedos y de los ataques submarinos, el HMS Hood fue hundido en el paso existente entre los rompeolas meridionales. En 1946, las áreas de recreo y juego se convirtieron en un helipuerto, y en 1959, la estación fue formalmente nombrada HMS Osprey; la base, que con 229 metros es una de las pistas de aterrizaje más cortas de Inglaterra, fue gradualmente mejorada con nuevas zonas de aterrizaje. Existen aún dos prisiones en Pórtland, HMP the Verne y un establecimiento de la Institución de Su Majestad para Jóvenes Delincuentes, y en el puerto se ubica el único barco-prisión del Reino Unido, el Weare, aún amarrado en ese lugar después de su cierre en 2005.
La base naval cerró al final de la Guerra Fría en 1995 y la Real Estación Aérea, en 1999, aunque la pista se mantuvo en uso para los vuelos de investigación y rescate por parte de los Guardacostas de Su Majestad como MRCC Portland. La zona jurisdiccional de la MRCC Portland se extiende hasta la mitad del canal de la Mancha y desde Start Point (Devon) hasta el límite entre Dorset y Hampshire, cubriendo un área de alrededor de 10 400 km². Los doce equipos de investigación y rescate en el área de Pórtland lidiaron con casi mil accidentes en 2005; la mayoría de los equipos usa lanchas pero la tripulación de Pórtland utiliza un helicóptero Sikorsky S-61.

## Política y gobierno

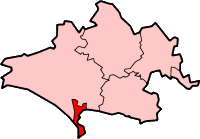
Weymouth y Pórtland en Dorset.

Pórtland es una antigua Royal Manor, y hasta el siglo XIX constituyó en términos administrativos una liberty independiente dentro de Dorset. La isla fue un distrito urbano desde 1894 a 1974, hasta el surgimiento del borough de Weymouth y Pórtland el 1 de abril de dicho año, bajo la ley de Gobierno Local de 1972, fusionándose a través de este el antiguo borough de Weymouth y Melcombe Regis con el distrito urbano de Pórtland. El borough se halla dividido en quince wards para las elecciones, tres de los cuales se extienden por el territorio de la isla. Las elecciones tienen lugar cada cuatro años.
La actual alcaldesa de Weymouth y Pórtland —año 2010— es Anne Kenwood (Partido Laborista), siendo Paul Kimber (Partido Laborista) el vicealcalde. Weymouth, Pórtland y el distrito de Purbeck se encuentran en el distrito electoral parlamentario de Dorset South, creado en 1885. El mismo elige un Miembro del Parlamento, cargo ocupado en la actualidad por Jim Knight (Partido Laborista), quien es además ministro de Estado de Escuelas. South Dorset, el resto del Sudoeste de Inglaterra y Gibraltar conforman el distrito electoral del Sudoeste de Inglaterra del Parlamento Europeo.
Weymouth y Pórtland es ciudad hermanada de la localidad alemana de Holzwickede, en Renania del Norte-Westfalia, desde 1986 y de la localidad francesa de Louviers, en el departamento de Eure (Alta Normandía), desde 1959.

## Geografía

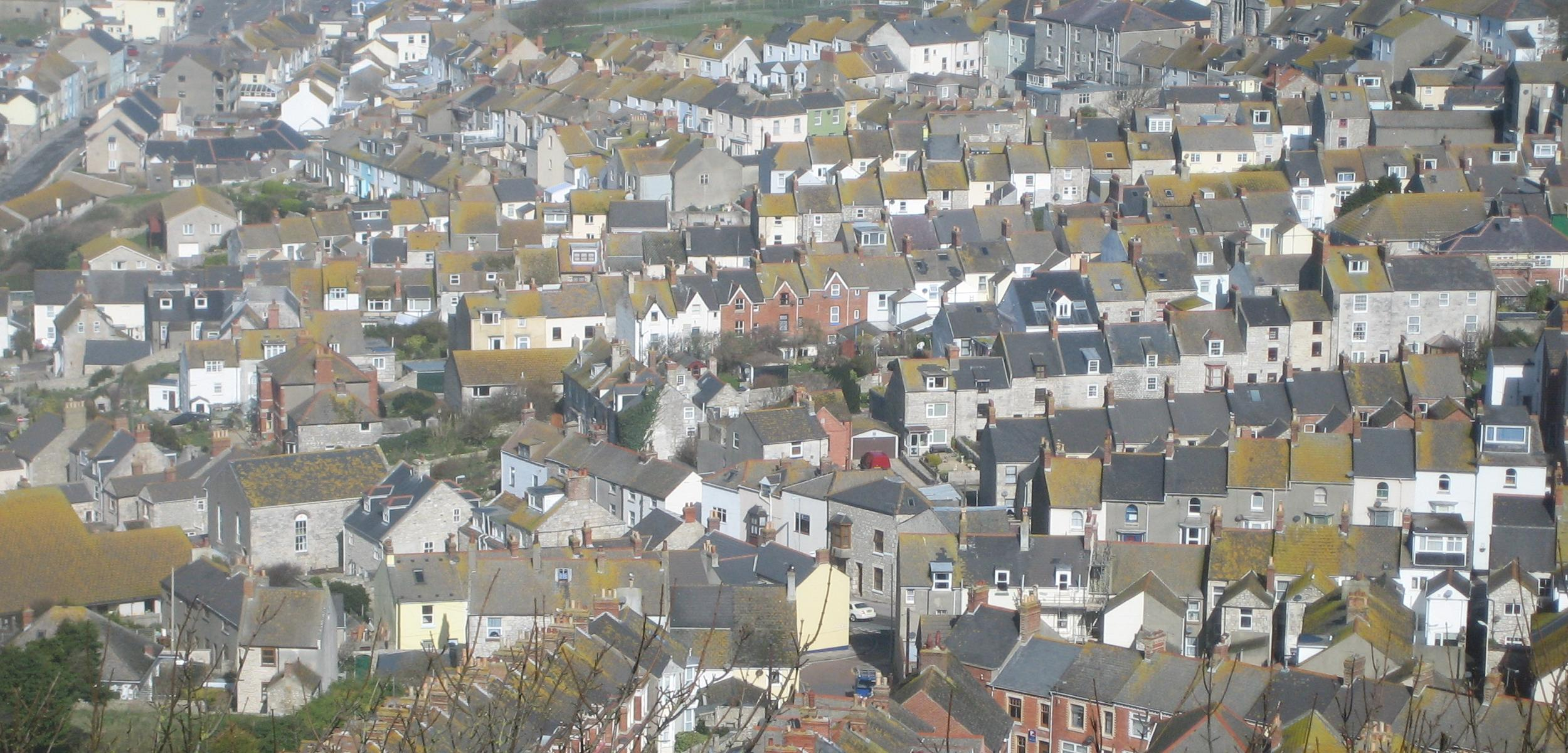
Terraced houses hechas con piedra de Pórtland en Fortuneswell (Underhill).

La isla se halla ubicada en el canal de la Mancha, 3 km al sur de la costa, 8 km al sur de Weymouth y 200 km al oeste-suroeste de Londres. Sus coordenadas geográficas son 50°33′0″N 2°26′24″O / 50.55000, -2.44000. Se encuentra aproximadamente en el medio de la Costa Jurásica, declarada Patrimonio de la Humanidad por la Unesco; la misma incluye 153 km de costas en Dorset y el este de Devon, que se destacan por su geología y accidentes geográficos. El Sendero de la Costa Sudoeste, que con sus 1014 km constituye el más largo camino para recorrer a pie en el Reino Unido, rodea la isla. Pórtland está conectada a Gran Bretaña en Abbotsbury a través de Chesil Beach, un tómbolo que se extiende 29 km en dirección noroeste hacia West Bay. Esta característica hizo que fuera incorrectamente definida como una península o un tómbolo en sí misma. Pórtland es una isla unida a tierra firme por medio de Chesil Beach que sí es un tómbolo.
Existen ocho concentraciones demográficas en Pórtland, siendo las más grandes Fortuneswell (Underhill) e Easton (Tophill). Castletown y Chiswell son otros poblados de Underhill, mientras que Weston, Southwell, Wakeham y The Grove se hallan emplazados en Tophill. Los edificios más viejos de la isla fueron construidos con piedra de Pórtland; las casas tienen paredes de entre 30 y 60 cm de ancho. La mayor parte de las viviendas no ha sido pintada y conserva la coloración amarillenta o grisácea de la roca, dándole a las construcciones de la isla un aspecto particular.

### Geología

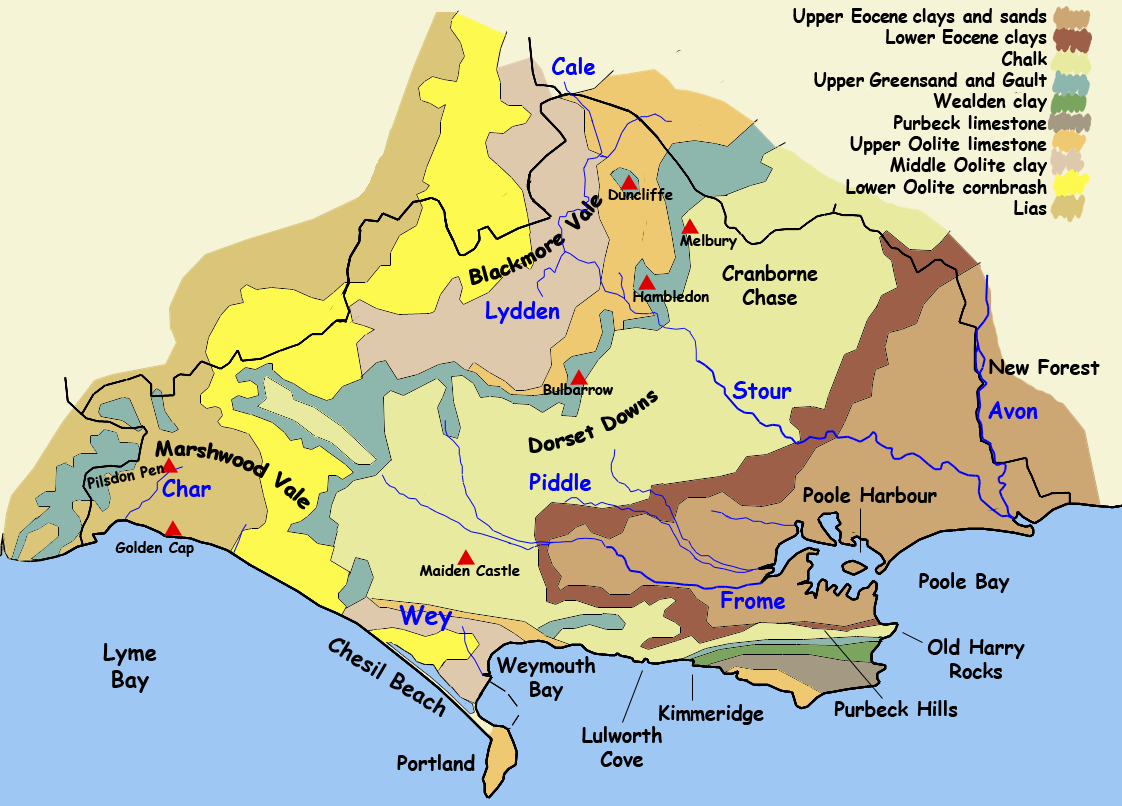
Mapa geológico de Dorset.

Geológicamente, Pórtland se divide en dos partes: la empinada zona norte es llamada Underhill, al tiempo que la porción más grande de la isla, menos inclinada, es conocida como Tophill. La piedra de Pórtland yace bajo esta última; en esta parte de la isla el suelo presenta una suave declinación de aproximadamente 1,5 grados, desde una altitud de alrededor de 151 m cerca de The Verne en el norte hasta apenas sobre el nivel del mar en Portland Bill. La geología de Underhill es diferente: sobre su superficie prevalece un empinado escarpe compuesto de arena de Pórtland, que descansa sobre una capa más gruesa de arcilla de Kimmeridge, la cual se extiende hacia Chesil Beach y el puerto. Esta arcilla ha resultado de una serie de desprendimientos de tierra, formando los West Weares y los East Weares.
En el sur de Dorset, 2,4 km debajo de la superficie existe una capa de sal de roca del triásico. Pórtland es uno de los cuatro lugares en el Reino Unido donde la sal es lo suficientemente gruesa como para crear cavidades estables en ella. Los yacimientos de gas en la isla han llevado a la excavación de catorce pozos para extraer 1 millón m³ de gas natural, que es el 1 % de la demanda anual del nacional. En el 2009, los pozos se conectarán a la red nacional de gas en Mappowder a través de una tubería de 37 km. En superficie, las instalaciones estarán terminadas para proveer gas por primera vez en 2010, y el complejo en su totalidad estará habilitado para el abastecimiento en 2013. Como parte de un proyecto de 350 millones de libras, se planea construir un centro educativo con un café y un espacio de exhibición sobre la geología de la isla, lo cual costará 1,5 millones de libras.

### Portland Bill

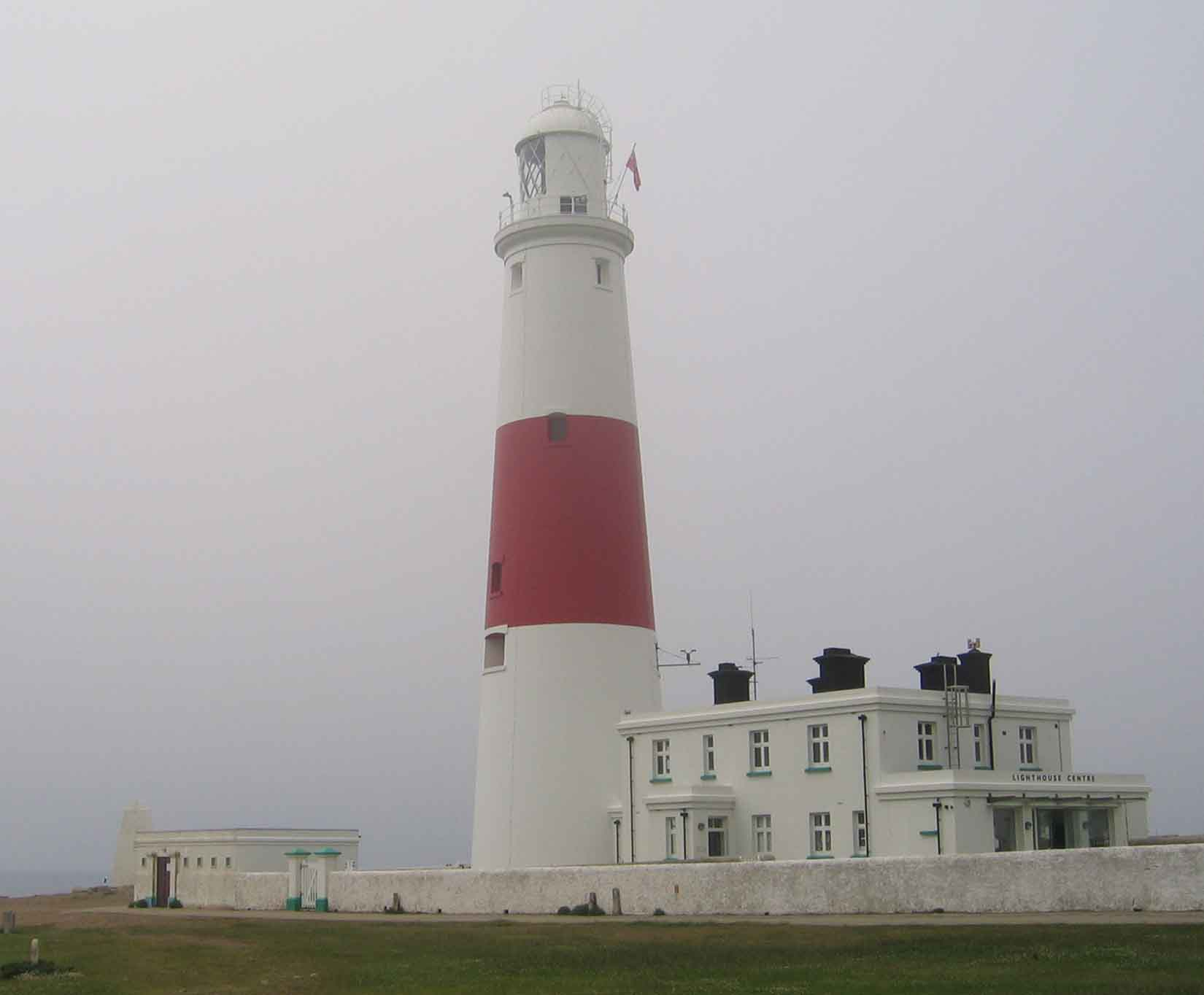
Faro y oficina de turismo en Portland Bill.

Portland Bill es una pequeña península emplazada en el extremo meridional de la isla y no debe ser confundida con la isla en sí misma. Es un angosto promontorio de piedra de Pórtland que constituye el punto más meridional de Tophill. Existen sobre ella tres faros; es un importante punto de referencia para los barcos que pasan por el lugar. El faro actual fue renovado en 1996 y desde entonces es controlado a través de computadoras; una oficina turística fue construida cerca para brindar información a los visitantes y guiar paseos por el mismo. Los dos faros más viejos se ubican más cerca del interior de la isla y uno de ellos es un importante observatorio utilizado por ornitólogos, proveyendo información sobre la migración de aves y alojamiento para los turistas.
La saliente de Pórtland (the Shambles) es una extensión submarina de piedra de Pórtland que se adentra en el canal de la Mancha en un lugar donde la profundidad del mismo es de entre 20 m y 40 m. El flujo de las mareas es alterado por la geología del lugar. Hasta los 10 m de profundidad y 2,4 km de distancia, las mareas corren hacia el sur de Portland Bill; este fenómeno se denomina Portland Race. La corriente cesa solamente por breves períodos durante las doce horas y media del ciclo mareal y puede alcanzar los 4 m por segundo.

### Ecología

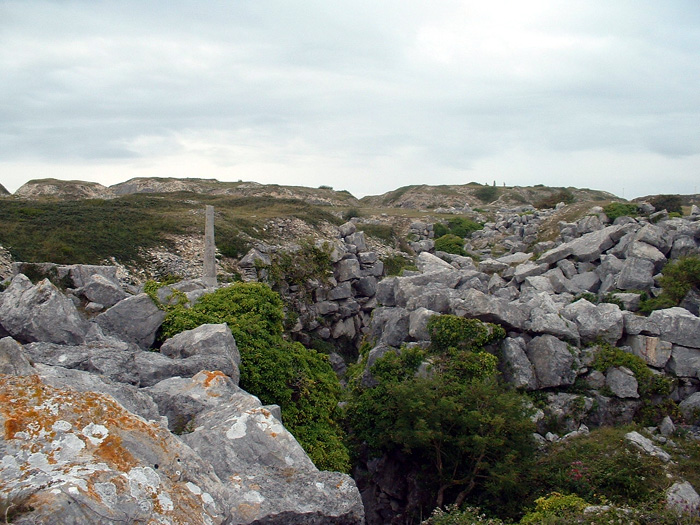
La desusada cantera Tout se convirtió en un parque de esculturas y en una reserva natural. Diversos escultores, como Antony Gormley, han trabajado allí.

Debido a su aislada localización costera, la isla de Pórtland presenta una gran diversidad de flora y fauna; la costa y algunas canteras en desuso fueron designadas Sitios de Especial Interés Científico. Las aves marinas y migratorias ocupan la isla en diferentes estaciones del año, y a veces, estas incluyen especies extrañas que atraen a ornitólogos de todo el país. Los delfines, las ballenas y el tiburón peregrino (Cetorhinus maximus) son algunos de los visitantes poco comunes de Pórtland. Chesil Beach es uno de los dos únicos lugares en el Reino Unido donde habita el grillo escamoso, el cual, a diferencia de otros grillos, carece de alas y no canta ni salta.
El clima comparativamente cálido y soleado de la isla permite el desarrollo de ciertas especies de plantas que no existen en Gran Bretaña. El suelo calizo tiene pocos nutrientes, razón por la cual prosperan en la isla especies pequeñas de flores silvestres y pasto, en ausencia de plantas de mayores dimensiones. La lavanda del mar de Pórtland puede ser encontrada en los más altos acantilados marinos; endémica de la isla, es una de las plantas más inusuales del país. Las flores y plantas silvestres crean un hábitat perfecto para las mariposas: más de la mitad de las 57 especies de mariposas británicas habitan en la isla, incluyendo variedades que emigran desde la Europa continental. Entre las especies que viven en Pórtland y que son poco frecuentes dentro del Reino Unido, se encuentra la Plebeius argus.

### Clima
El mar apacible que rodea la isla origina un clima templado (Clasificación climática de Köppen: Cfb) con una pequeña variación en las temperaturas diarias y anuales. La temperatura media promedio desde 1971 a 2000 fue de entre 10,2 y 12 °C. El mes más cálido es agosto, con una amplitud térmica de entre 13,3 y 20,4 °C, y el más frío, febrero, con una amplitud de entre 3,1 y 8,3 °C. Las temperaturas máximas y mínimas de todo el año son superiores a las del promedio de Inglaterra. La temperatura media de la superficie del mar en el cercano Weymouth oscila entre los 7 °C en febrero y los 17,2 °C en agosto.
| Promedios climatológicos de Weymouth y Pórtland                      | Promedios climatológicos de Weymouth y Pórtland | Promedios climatológicos de Weymouth y Pórtland | Promedios climatológicos de Weymouth y Pórtland | Promedios climatológicos de Weymouth y Pórtland | Promedios climatológicos de Weymouth y Pórtland | Promedios climatológicos de Weymouth y Pórtland | Promedios climatológicos de Weymouth y Pórtland | Promedios climatológicos de Weymouth y Pórtland | Promedios climatológicos de Weymouth y Pórtland | Promedios climatológicos de Weymouth y Pórtland | Promedios climatológicos de Weymouth y Pórtland | Promedios climatológicos de Weymouth y Pórtland | Promedios climatológicos de Weymouth y Pórtland | Promedios climatológicos de Weymouth y Pórtland |
| Mes                                                                  | Ene                                             | Feb                                             | Mar                                             | Abr                                             | May                                             | Jun                                             | Jul                                             | Ago                                             | Sep                                             | Oct                                             | Nov                                             | Dic                                             | Año                                             |                                                 |
| -------------------------------------------------------------------- | ----------------------------------------------- | ----------------------------------------------- | ----------------------------------------------- | ----------------------------------------------- | ----------------------------------------------- | ----------------------------------------------- | ----------------------------------------------- | ----------------------------------------------- | ----------------------------------------------- | ----------------------------------------------- | ----------------------------------------------- | ----------------------------------------------- | ----------------------------------------------- | ----------------------------------------------- |
| Temperatura máxima promedio (°C)                                     | 8,4                                             | 8,3                                             | 10,0                                            | 12,5                                            | 15,4                                            | 17,9                                            | 20,3                                            | 20,4                                            | 18,3                                            | 15,0                                            | 11,5                                            | 9,3                                             | 13,9                                            |                                                 |
| Temperatura promedio (°C)                                            | 6,0                                             | 5,7                                             | 7,2                                             | 9,6                                             | 11,8                                            | 14,1                                            | 16,4                                            | 16,9                                            | 15,0                                            | 12,2                                            | 8,9                                             | 6,9                                             | 10,9                                            |                                                 |
| Temperatura mínima promedio (°C)                                     | 3,5                                             | 3,1                                             | 4,3                                             | 6,6                                             | 8,1                                             | 10,3                                            | 12,5                                            | 13,3                                            | 11,6                                            | 9,3                                             | 6,2                                             | 4,5                                             | 7,8                                             |                                                 |
| Horas de sol promedio                                                | 62,4                                            | 79,9                                            | 120,6                                           | 185,2                                           | 221,9                                           | 213,8                                           | 235,1                                           | 217,5                                           | 162,9                                           | 118,8                                           | 81,7                                            | 55,7                                            | 1768,4                                          |                                                 |
| Precipitaciones promedio (mm)                                        | 76,6                                            | 64,3                                            | 62,9                                            | 47,6                                            | 46,6                                            | 47,0                                            | 35,6                                            | 52,2                                            | 66,4                                            | 77,4                                            | 84,5                                            | 90,9                                            | 751,7                                           |                                                 |
| Información obtenida entre: WPBC and Met Office (Promedio 1971–2000) |                                                 |                                                 |                                                 |                                                 |                                                 |                                                 |                                                 |                                                 |                                                 |                                                 |                                                 |                                                 |                                                 |                                                 |

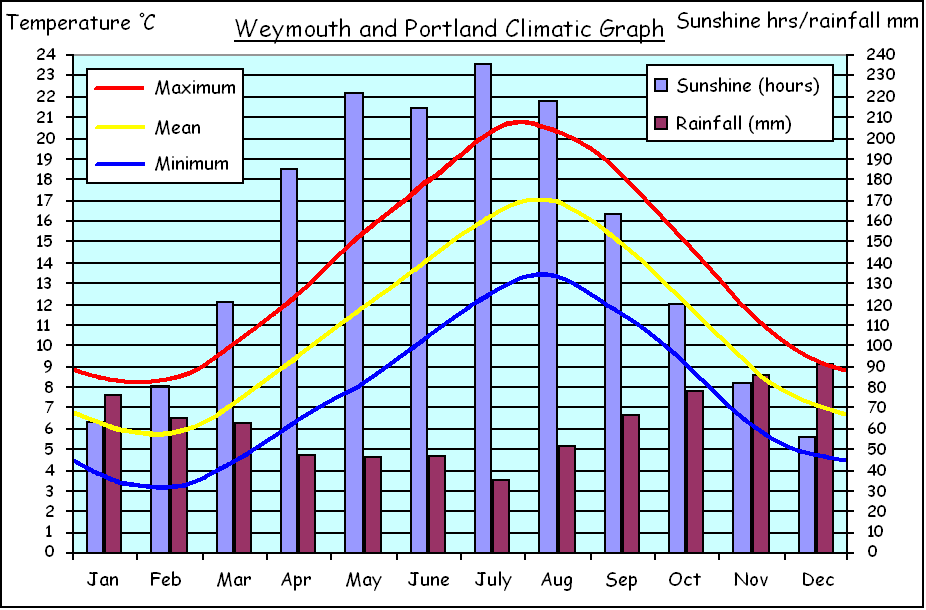
Gráfico climático de Weymouth y Pórtland.

El borough de Weymouth y Pórtland, junto con el resto de la costa sur, tiene a menudo el clima más soleado del Reino Unido. Weymouth y Pórtland tuvo un promedio de 1768,4 horas de sol anuales entre 1971 y el 2000, que es apenas por encima del 40 % del máximo de horas de sol posibles y 32 % por encima del promedio del Reino Unido de 1339,7 horas. En cuatro de los últimos nueve años, hubo más de 2000 horas de sol. Diciembre es el mes más nublado, con un promedio de 55,7 horas de sol, y julio, el más soleado, con un promedio de 235,1 horas; los totales de horas de sol de todos los meses se encuentran bastante por encima del promedio del Reino Unido. El mes más lluvioso es diciembre, con un promedio de 90,9 mm de lluvia, y el más seco, julio, con un promedio de 35,6 mm. En todo el país, este mínimo de lluvia en verano solo se da en la costa sur de Inglaterra. El promedio anual de lluvia de 751,7 mm se halla bastante por debajo del promedio nacional con 1125,0 mm, y los totales mensuales de lluvia a lo largo del año también son inferiores al promedio del Reino Unido. Pórtland no se ve tan afectada por las tormentas atlánticas que castigan a Devon y a Cornualles.
Los mares suaves alrededor de la isla mantienen las temperaturas nocturnas por encima del punto de congelación, haciendo de la escarcha algo muy poco frecuente: en promedio hay escarcha solo ocho veces por año, frente al ampliamente superior promedio anual del Reino Unido de 55,6 días con escarcha. Los días con nieve son igualmente inusuales: en promedio, de cero a seis días por año; casi todos los inviernos tienen un día o menos con caída de nieve. Puede que nieve o que caiga aguanieve un par de veces en invierno, pero casi nunca llega a depositarse sobre el suelo; las áreas costeras en el suroeste, como Pórtland, experimentan los inviernos menos crudos del Reino Unido. La temporada de cultivos en Weymouth y Pórtland dura nueve meses por año.

## Demografía
| Religión      | %     |
| ------------- | ----- |
| Budistas      | 0,21  |
| Cristianos    | 74,67 |
| Hindúes       | 0,03  |
| Judíos        | 0,12  |
| Musulmanes    | 0,30  |
| Irreligiosos  | 15,89 |
| Otros         | 0,32  |
| Sijs          | 0,03  |
| No declarados | 8,43  |

A mediados de 2009, la población estimada de Pórtland era de 12 820 habitantes, distribuida en un área edificada de 11,5 km², lo que daba una densidad demográfica de casi 1115 residentes por km². De los 12 795 habitantes registrados en el censo de 2001, 5953 eran mujeres (46,5 %) y 6842, varones (53,5 %), datos que contrastan marcadamente con los relevados en  Weymouth (52,0 % de mujeres y 48,0 % de varones) y en el condado en su conjunto (51,7 % y 48,3 %). En el mismo año, había 5165 hogares en la isla. La gran mayoría de los habitantes de Pórtland son nativos de Inglaterra, y el 96,8 % de los residentes son de raza blanca, por debajo del porcentaje de Weymouth (98,8 %) y del promedio general de Dorset (98,7 %).  La religión predominante en Weymouth y Pórtland es el cristianismo (poco menos del 75 % de la población), mientras que casi el 16 % se declara irreligioso.
La proporción de población de entre 60 y 84 años (17,2 %) es menor a la de Weymouth (23,2 %) y a la de Dorset (26,2 %); la mayor parte de la población tiene una edad de entre 18 y 44 años (38,3 %), cifra que se encuentra por encima de la de Weymouth (32,4 %) y del promedio del condado (29,6 %). La población económicamente activa (de 16 a 74 años) es de 6016 personas (2001), de las cuales el 22,6 % son empleados de medio tiempo, un 58.8 % son empleados de tiempo completo y el 9,9 % trabaja de manera independiente (en comparación al 21,4 %, 57,1 % y 13,8 % en Weymouth, y 20,9 %, 55,3 % y 17,6 % en el condado en general). La tasa de desempleo (5,3 %) supera la de Weymouth (4,3 %) y la de Dorset (3,1 %). En 2001, el 18,4 % de la población manifestó sufrir una enfermedad o discapacidad permanente o prolongada, el 8,9 % declaró que no gozaba de buena salud y el 66,5 % se identificó como saludable, mientras que en Weymouth esas cifras son del 21,5 %, 9,9 % y 66,4 % y en el condado, del 19,2 %, 8,4 % y 68,1 % respectivamente.
En el período julio-septiembre de 2009, el precio promedio para una semi-detached house —las que se encuentra adherida a otra casa por uno de sus lados— era de 158 800 libras y las terraced houses —aquellas que forman parte de una hilera de casas adosadas entre sí— costaban alrededor de 155 813 libras, ambos precios sensiblemente inferiores a los de propiedades similares en Weymouth, con un valor de 194 345 y 175 678, respectivamente. En 2001, el 25,5 % de los hogares no contaba con ningún automóvil; el 50,2 % tenía uno; el 19,8 % tenía dos automóviles, y el 4,4 % tenía tres o más (26,1 %, 46,9 %, 22,3 % y 4,7 % en Weymouth).
Según datos de 2008/2009, la tasa delictiva de Pórtland se halla por debajo de la de Weymouth y del promedio regional y nacional: se registraron 5,4 robos por cada mil casas en la isla; 7,9 en la localidad vecina; 8,2 en el Sudoeste de Inglaterra, y 12,2 en Inglaterra y Gales. Sin embargo, aquella cifra supera la del condado, con 4,1 robos en casas en Dorset.

## Transporte

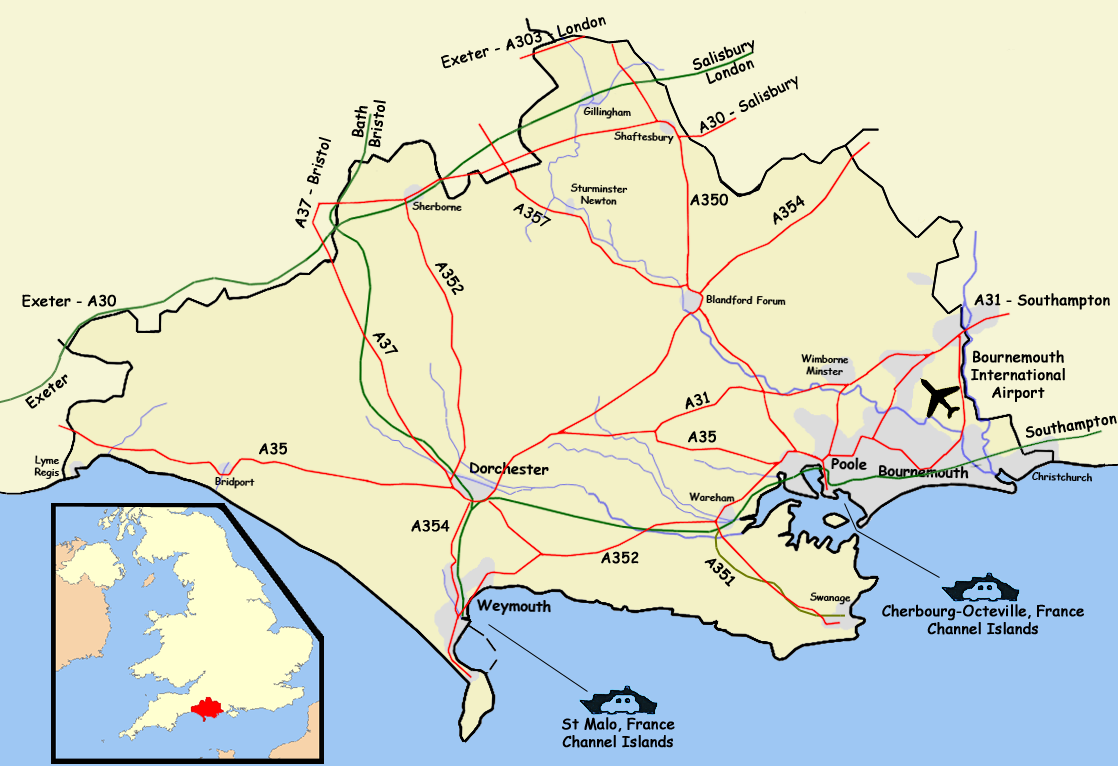
La ruta A354 conecta a Pórtland con la red central de carreteras y otros servicios de transporte en Weymouth.

La ruta A354 es la única salida de la isla, y la comunica con Weymouth y con la ruta A35 en Dorchester. La A354 comienza en Easton, dividiéndose en una sección norte a través de Chiswell y una sección sur a través de Fortuneswell, luego se extiende a lo largo de Chesil Beach y cruza un puente para llegar a Wyke Regis en tierra firme.
Para aliviar el tráfico entre Weymouth y Pórtland, Jurassic Coast Railways propuso la construcción de una ferrovía con el mismo recorrido del antiguo Weymouth and Portland Railway a tiempo para los Juegos Olímpicos de Londres 2012. Los concejales y miembros del Parlamento locales apoyan el proyecto; no obstante, el Miembro del Parlamento Jim Knight y la Agencia de Desarrollo Regional del Suroeste manifestaron su preocupación acerca de que el proyecto de 60 millones de libras estuviera terminado a tiempo para que la vía férrea sea integrada en el programa de desarrollo de Osprey Quay, hecho podría presentar inconvenientes en la construcción de la ruta propuesta.
La compañía FirstGroup está a cargo de los autobuses locales y realiza viajes desde Pórtland hasta el centro de Weymouth. Dicha localidad sirve de eje para el servicio de autobuses en el sur de Dorset, proveyendo servicios a Dorchester y pueblo cercanos. El servicio de Jurassic Coast Buses une diferentes pueblos y ciudades sobre la Costa Jurásica, recorriendo una ruta de 142 km: Exeter, Sidford, Beer, Seaton, Lyme Regis, Charmouth, Bridport, Abbotsbury, Weymouth, Wool y Wareham. Desde Weymouth, los viajantes pueden tomar trenes a Londres y Bristol, y transbordadores al puerto francés de Saint-Malo y las islas del Canal de Guernsey y Jersey.

## Educación
La Asociación Educativa de Chesil opera en el sur de Dorset, e incluye cinco escuelas de infantes, cuatro escuelas júnior, doce primarias, cuatro secundarias y dos especiales. El 69,8 % de los habitantes de Pórtland tiene títulos académicos, un poco por debajo del promedio general del condado (73,8 %). No obstante, solo el 10,2 % de los residentes tiene títulos universitarios superiores, bastante menos que el promedio general de Dorset (18,3 %).
Existen dos escuelas de infantes en Pórtland: la Escuela de Infantes Brackenbury, en Fortuneswell, y la Escuela de Infantes de Grove. La isla tiene una escuela primaria (la Escuela Primaria de la Comunidad de Underhill, en Fortuneswell) y dos escuelas primarias (la Escuela Primaria de San Jorge, en Weston, y la Escuela Primaria de Southwell). El Colegio de Artes Royal Manor es la única escuela secundaria en Pórtland; sin embargo, no posee un centro de sixth form. En 2006, 787 alumnos estudiaban en Royal Manor, y en 2007 el 57 % de los estudiantes obtuvo al menos cinco calificaciones entre A* y C en el Certificado General de Educación Secundaria.
Algunos estudiantes viajan a Weymouth para prepararse para un examen opcional conocido como Advanced Level o para asistir a las otras tres escuelas secundarias de la Asociación Educativa de Chesil. El Colegio Tecnológico Budmouth, en Chickerell, cuenta con un centro de sixth form que en 2006 tenía 296 alumnos. El Colegio de Weymouth, en Melcombe Regis, es un colegio de educación superior con alrededor de 7500 alumnos del Suroeste de Inglaterra y el extranjero, de los cuales unos 1500 asisten a cursos de preparación para el Advanced Level. En 2006, los alumnos del Colegio Tecnológico obtuvieron un promedio de 647,6 puntos en el Sistema de Puntos UCAS, y los del Colegio de Weymouth, 614,1 puntos. Algunos estudiantes de secundaria y de Advanced Level se trasladan a Dorchester para asistir a la Escuela Thomas Hardye. En 2007, el 79 % de los estudiantes de esa escuela obtuvo al menos cinco calificaciones entre A* y C en el Certificado General de Educación Secundaria, y el 78 % de los resultados del Advanced Level se encontraba entre la A y la C.

## Cultura

### Deporte y recreación

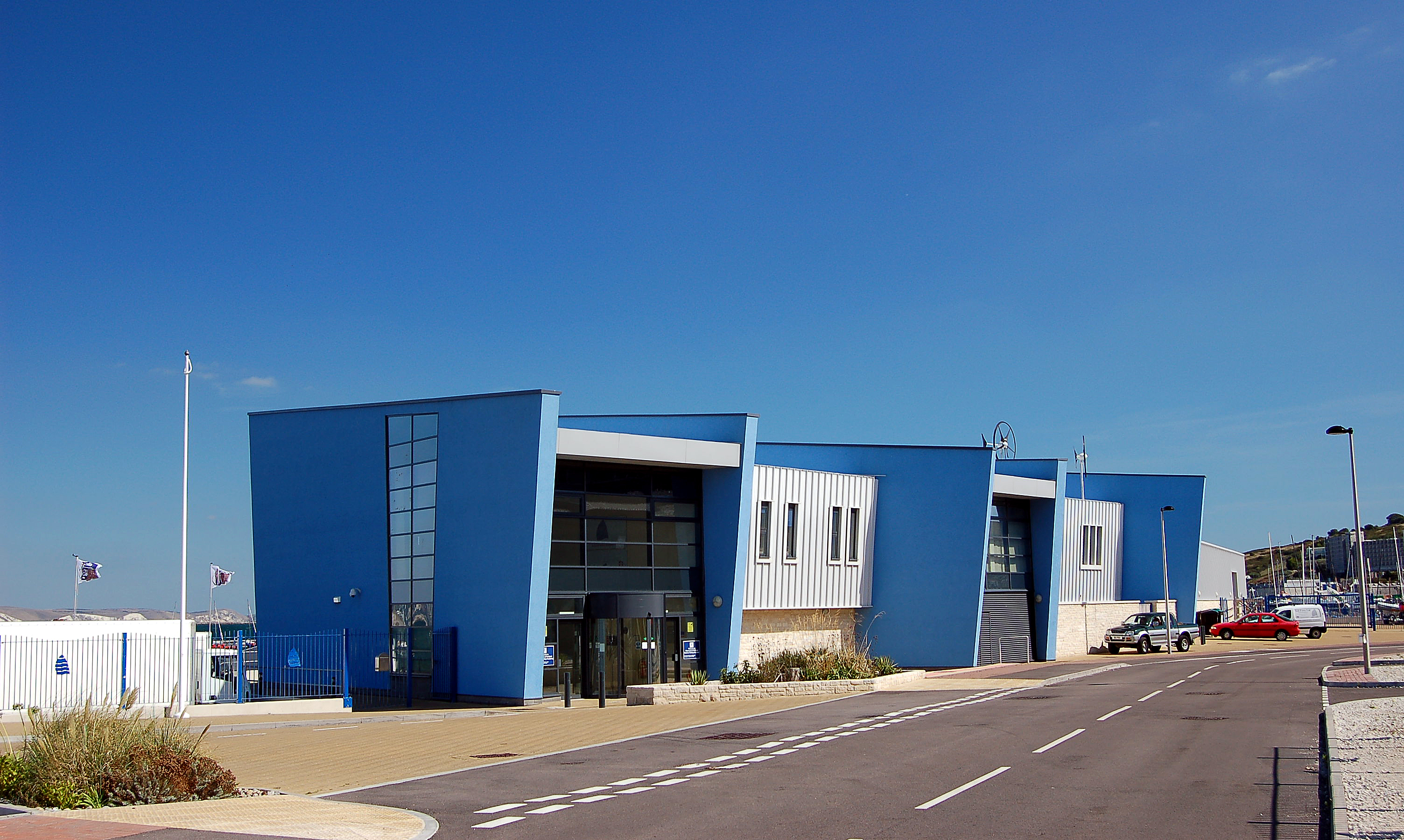
Edificio de la Academia Nacional de Navegación de Weymouth y Pórtland.

En el 2000, fue construida en Osprey Quay, en Underhill, la Academia Nacional de Navegación de Weymouth y Pórtland como un centro para la navegación en el Reino Unido. La Real Asociación de Navegación manifestó que las aguas de Weymouth y Pórtland eran las mejores en Europa septentrional. El borough es sede habitual de eventos locales, nacionales e internacionales de navegación, como el Campeonato Mundial de J/24 en 2005, pruebas para los Juegos Olímpicos de Atenas 2004, el Campeonato Mundial de la Federación Internacional de Vela en 2006, los campeonatos de la Asociación de Deportes de las Universidades Británicas y los Campeonatos Nacionales para Jóvenes de la Real Asociación de Navegación.
En 2005, la Academia fue elegida sede de los eventos pertinentes a su disciplina en los Juegos Olímpicos de Londres 2012, principalmente debido a que había sido recientemente edificada, de manera que no sería necesario invertir en la construcción de instalaciones nuevas. No obstante, como parte de los planes de la Agencia de Desarrollo Regional del Suroeste de Inglaterra para renovar Osprey Quay, se construirá un puerto deportivo con 600 amarraderos y más servicios relacionados con la navegación serán proveídos en el lugar. La edificación de la infraestructura necesaria está prevista para entre octubre de 2007 y finales de 2008, convirtiendo a Weymouth y Pórtland en el primer lugar en el Reino Unido en completar la construcción de sus instalaciones para los Juegos Olímpicos.
La bahía de Weymouth y el puerto de Pórtland son usados también para otros deportes acuáticos. Los vientos constantes favorecen la práctica de windsurf y kitesurf. Chesil Beach y el puerto son regularmente utilizados para la pesca con caña, buceo en naufragios, snorkelling, piragüismo y natación. En los acantilados de piedra caliza y las canteras suele practicarse la escalada; Pórtland cuenta con áreas especiales para el bulder y el psicobloc. Sin embargo, la escalada deportiva con protección es el estilo más difundido en la isla.

### Conejos
En Pórtland, los conejos han sido asociados con la mala suerte desde hace siglos. El uso del nombre de estos animales (rabbit, en inglés) es aún controversial, por lo que son frecuentemente llamados underground mutton («carneros subterráneos»), long-eared furry things («cosas con pelo de orejas largas») o simplemente bunnies («conejitos»). Se cree que el miedo a la palabra rabbit tuvo su origen entre los trabajadores de las canteras; según el mito, ellos veían conejos saliendo de sus madrigueras justo antes de que se cayera una roca y fuesen culpados por el riesgo de que se produjeran corrimientos peligrosos o incluso letales. Hubo varios derrumbes y en una oportunidad un trabajador murió cuando el peso de la grúa que operaba hizo que el suelo, debilitado por los túneles y cavidades de las madrigueras, cediera. Si veían un conejo en las canteras, los trabajadores se iban a casa por el resto del día, hasta que fuera seguro volver al trabajo.
Aún en la actualidad, los residentes más ancianos de Pórtland se ofenden o se inquietan ante la mención de la palabra rabbit. Esta superstición fue dada a conocer a nivel nacional en octubre de 2005, cuando se hicieron pósteres para publicitar la película de Wallace y Gromit, La Maldición de las Verduras, cuyo título en inglés es The Curse of the Were-Rabbit. Respetando las creencias locales, la palabra rabbit fue omitida y en la publicidad reemplazaron el título de la película por la frase Something bunny is going on.

### En literatura
En The Warlord Chronicles (Las Crónicas del Señor de la Guerra), Bernard Cornwell sugiere que Pórtland es la isla de los Muertos, un lugar para el exilio interior, donde el paso era vigilado para evitar que los “muertos” (personas que sufrían demencia) cruzaran la laguna Fleet y regresaran a Gran Bretaña. Sin embargo, no existe evidencia arqueológica de dicho acontecimiento.
Thomas Hardy la llamó «isla de los Arrojadores» (Isle of Slingers) en sus novelas. Era el escenario central en The Well-Beloved y también apareció en The Trumpet-Major. Los isleños eran excelentes arrojando piedras en defensa de su isla, y la «isla de los Arrojadores» está notoriamente basada en Pórtland: the Street of Wells representa Fortuneswell y The Beal, Portland Bill. El escritor también se refirió a la isla como «Gibraltar del norte» (Gibraltar of the North), debido a su parecido con dicha península mediterránea: su geografía física, aislamiento, clima comparativamente benigno y las calles serpenteantes de Underhill.